# Jardín Botánico Municipal de Cayena
El Jardín Botánico Municipal de Cayena (en francés: Jardin Botanique Municipal de Cayenne) es un jardín botánico de 3 hectáreas de extensión adyacente a la universidad de Cayena, está administrado como parque público por la ciudad de Cayena, Guayana Francesa.
El Jardin Botanique Municipal de Cayenne tiene una entrada de referencia en el "Botanic Gardens Conservation Internacional" (BGCI).

## Localización
Jardin Botanique Municipal de Cayenne Avenue Charles de Gaulle, 97300 Cayenne, La Guyane, France-Francia.
Planos y vistas satelitales.4°56′20.4″N 52°19′13.08″O / 4.939000, -52.3203000
Está abierto todos los días del año sin tarifa de entrada.

## Historia
Aunque el « Conseil Général de la Guyane» indique que el jardín, antes se denominaba como Jardin du Roi (jardín del rey), fue establecido en 1879.
Hay referencias anteriores a un jardín botánico en Cayena (e.g. Cosnard, 1828). Ahora contiene una estatua del político Gaston Monnerville (1897-1991).
Cerca al Jardín, se encuentra el Instituto Botánico de Cayena, establecido en 1965.

## Colecciones
Alberga una colección de plantas endémicas de la Guayana Francesa, así como diferentes especies ornamentales de zonas tropicales de todo el mundo.